# Марко Ди Лауро
Марко Ди Лауро (итал. Marco Di Lauro; Напуљ, 16. јун 1980) је италијански камориста и члан клана Ди Лауро из Напуља. Након што је 14 година био у бекству и уврштен на листу најтраженијих бегунца у Италији, ухапшен је у Напуљуу 2. марта 2019. године.

## Историја
Марко Ди Лауро је четврти син затвореног вође Каморе Паола Ди Лаура, познатог као Чируцо 'о милионарио („Чируцо милионер“), и његове жене Луисе Д'Аванцо.
Ди Лауро је познат по кодном имену Ф4 (итал. figlio quattro, четврти син) или Ил Фантазма („Дух“).
Од 2004. је био на „листи најтраженијих у Италији“ због удруживања са Камором и других кривичних дела. Дана 17. новембра 2006. против њега је издата међународна потерница за хапшење ради изручења. Ухапшен је у Напуљу 2. марта 2019.
Према исказу сарадника правде Антонија Акурса, бившег лидера групе Ванела Граси, повезане са кланом Ди Лауро, Марко Ди Лауро је створио савез са Сакра Корона Унита с циљем проширења свог посла са трговина дрогом.
Ди Лауро је у вези са Циром Марино, рођеном 1988, повезаном са кланом Тамариско из Торе Анњунцијата. Клан Тамариско се сматра повезаним са 'Ндрангета, посебно са групом Пеле-Вотари.
Док је био у бекству, верује се да је Ди Лауро боравио у Дубаију.

## Хапшење
Марко Ди Лауро ухапшен је без отпора 2. марта 2019. у свом стану у четврти Чијајано, Напуљ. У тренутку хапшења, Ди Лауро је био са својом женом и две мачке. Хапшење је, према извештајима, повезано са убиством супруге Салватореа Тамбурина, десне руке Ди Лаура, тог истог дана. Операцију је извело око 150 полицајаца.
Према Еурополу, Ди Лауро је био тражен због кривичних дела: убиство, трговина дрогом, паљење, оружана пљачка, рекетирање и уцена. Након хапшења, италијански премијер Ђузепе Конте захвалио се полицији на ухапшењу „супер бегунца“, изјавивши да је то још један ударац организованом криминалу.
11. новембра 2019, Марко Ди Лауро је осуђен на доживотни затвор због заседе у којој је убијен Атилио Романо, невина жртва. Убиство се догодило у јануару 2005, када су убице из клана Ди Лауро погрешно идентификовале Романа за нећака вође Росарија Паријантеа, једног од Сцисиониста са којима је клан Ди Лауро био у рату. Након окончања суђења, породица Атилија Романа је осетила олакшање, а његова мајка је у сузама изјавила: „Још увек не верујем у то.“
Неколико дана након суђења Марку Ди Лауру, његова десна рука, Салваторе Тамбурино, одлучио је да прекрши закон ћутања и постане сарадник правде.

## У популарној култури
- Серија Гомора инспирисана је кланом Ди Лауро и њиховим ратом против Сцисионисти ди Секондиљано, предвођених Рафаеле Аматом.